# Jonava
Jonava je grad i općina u Litvi u okrugu Kaunas, 30 km sjeverozapadno od Kaunasa, drugoga po veličini grada u Litvi.

## Povijest
Jonava je službeno osnovana kao grad u 18. stoljeću. Grad je 1893. godine imao 92% židovske populacije, a 1941. 80%. Godine 1932. bilo je 250 trgovina u vlasništvu židovskih obitelji, banka, sedam sinagoga i židovska škola. Tijekom Drugog svjetskog rata, Jonava je napadnuta od strane nacističke Njemačke, uništena je crkva i pet sinagoga. Nacisti su ubili 552 Židova (497 muškaraca i 55 žena).
Nakon rata, u gradu je izgrađena najveća tvornica gnojiva u baltičkim zemljama. Jonava je postala jedan od četiri najvećih industrijskih gradova u Litvi.
Godine 1989. dogodila se ekološka katastrofa eksplozijom u tvornici kemijskih gnojiva, što je uzrokovalo gubitak od oko 7,500 tona tekućeg amonijaka. Sedam osoba poginulo je u požaru, a mnogi ljudi pretrpjeli su akutne probleme s disanjem i doživjeli srčani udar, zbog otrovnog oblaka dima.